# بابی بست
بابی بست (انگلیسی: Bobby Best; ۱۲ سپتامبر ۱۸۹۱ – ۸ ژوئن ۱۹۴۷) بازیکن فوتبال بود.
از باشگاه‌هایی که در آن بازی کرده‌است می‌توان به باشگاه فوتبال ولورهمپتون واندررز اشاره کرد.